# ريو غراندي دو سول
ولاية ريو غراندي دو سول (بالبُرتغالية : Rio Grande do Sul ؛ تلفظ برتغالي: ‎/ˈʁi.u ˈɡɾɐ̃dʒ(i) du ˈsuw/‏، بالعربية: النهر الكبير الجنوبي) واحدة من الولايات السبع والعشرين الفدرالية البرازيلية في المنطقة الجنوبية من البرازيل، وهي خامس ولاية من حيث عدد السكان وتاسع أكبر وِلاية من حيث المساحة، تُقدّر مساحة الولاية بـ 282.062 كم مربع، ويحُدّها باتجاه عقارب الساعة سانتا كاتارينا من الشمال والشمال الشرقي، والمُحيط الأطلسي من الشرق، ومقاطعات الأوروغواي كُلاً من روشا، وترينتا إي تريس، وسيرو لارجو، وريفيرا، وأرتيجاس إلى الجنوب والجنوب الغربي، ومحافظات كورينتس وميسيونس الأرجنتينية في الغرب والشمال الغربي.
بلغ عدد سكانها بحسب إحصاء عام 2006 بـ 10.978.587 نسمة، وعاصمتها هي بورتو أليغري وأكبر مدينة في الولاية. تُعد رابع أغنى ولاية في البرازيل من بعد ساوباولو، و ريو دي جانيرو وميناس جرايس. الولاية لديها أعلى متوسط عُمر متوقع في البرازيل، ومعدل الجريمة مُنخفض نسبيًا مقارنة بالمتوسط الوطني البرازيلي. على الرغم من ارتفاع مستوى المعيشة، لا تزال البطالة مُرتفعة في الولاية ، اعتبارًا من عام 2017. يبلغ عدد سكان الولاية 5.4٪ من سكان البرازيل وهي مسؤولة عن 6.6٪ من الناتج المحلي الإجمالي البرازيلي.
تشترك الدولة في ثقافة الغاوتشو مع جيرانها الأرجنتين والأوروغواي. قبل وصول المستوطني البُرتغالي والإسبان، كان يسكنها في الغالب شعوب غواراني وكاينجانغ (مع عدد أقل من السكان من تشاروا ومينواني). كان الأوروبيون الأوائل هناك من اليسوعيين، تلاهم المستوطنون من جزر الأزور. في القرن التاسع عشر كانت مسرحًا للصراعات بما في ذلك حرب الراغامافن وحرب الباراغواي. وشكلت موجات الهجرة الكبيرة من الألمان والطليان االتركيبة السكانية للولاية.
من أهم المدن في الولاية: بورتو أليغري، بيلوتس، كاكسياس دو سول ونوفو هامبورغو.

## توأمة
لريو غراندي دو سول اتفاقيات توأمة مع كل من:
- شيغا (1980 - )
- ساغا (5 مايو 1980 - )

## معرض صور

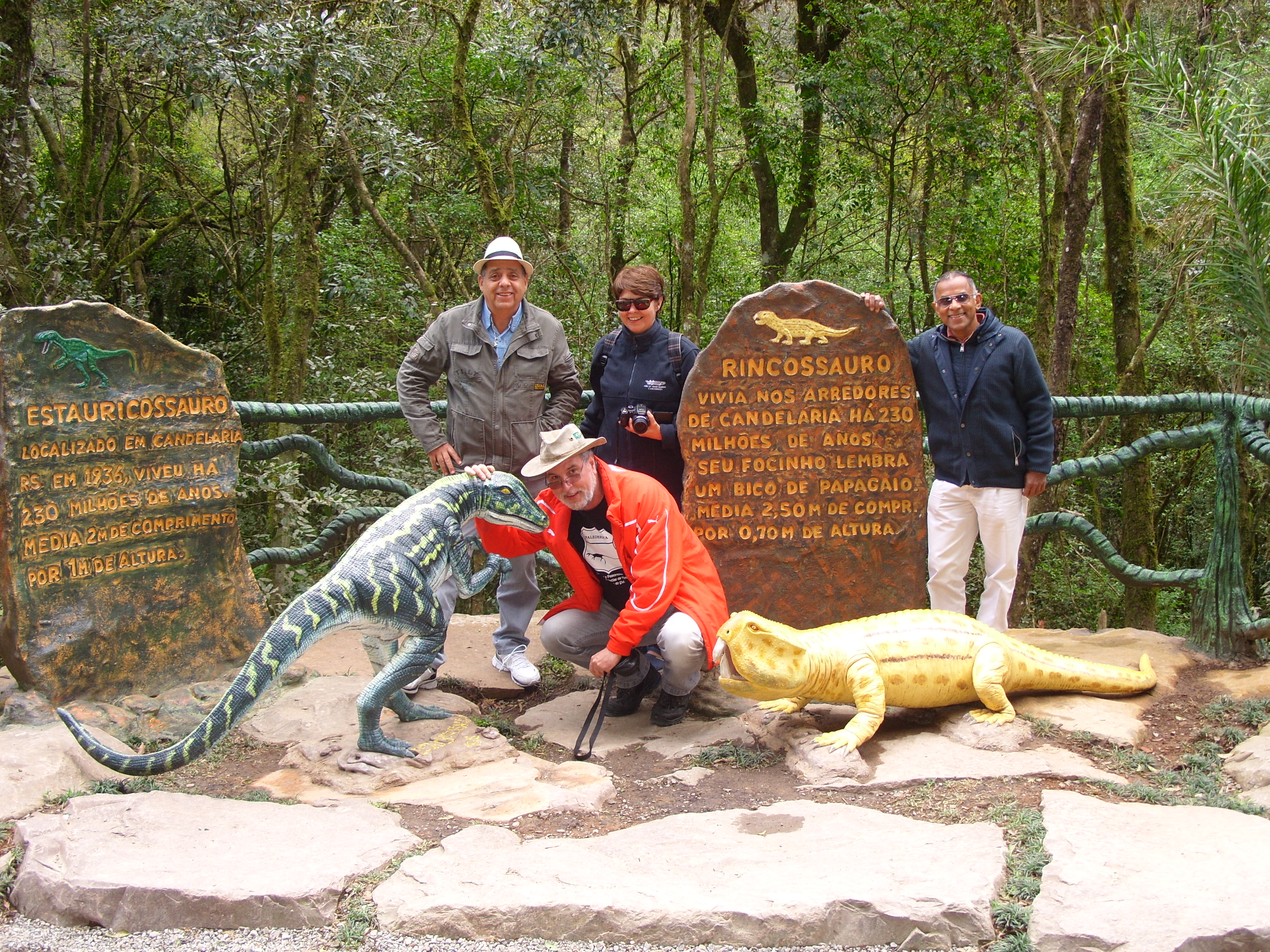
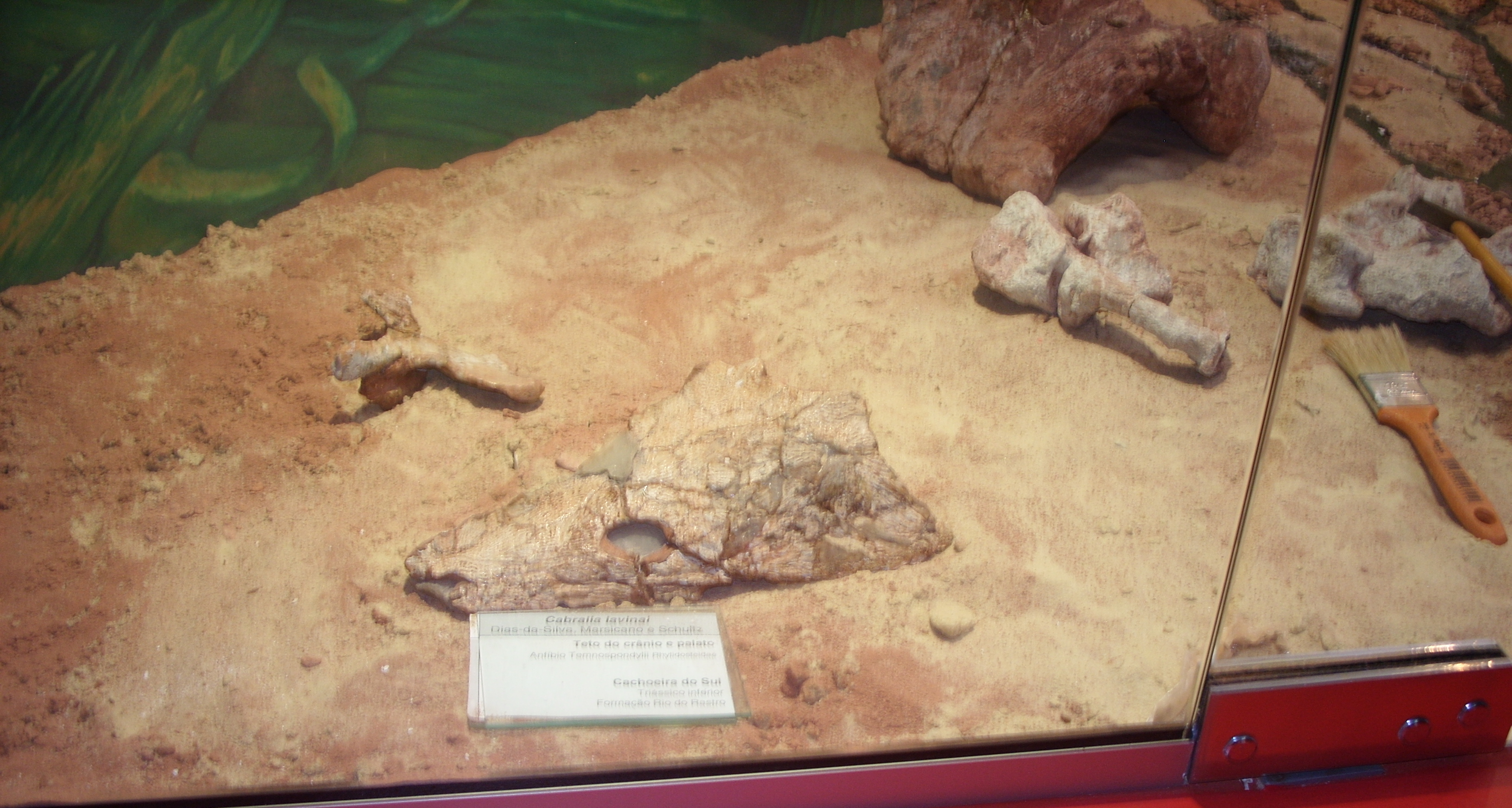
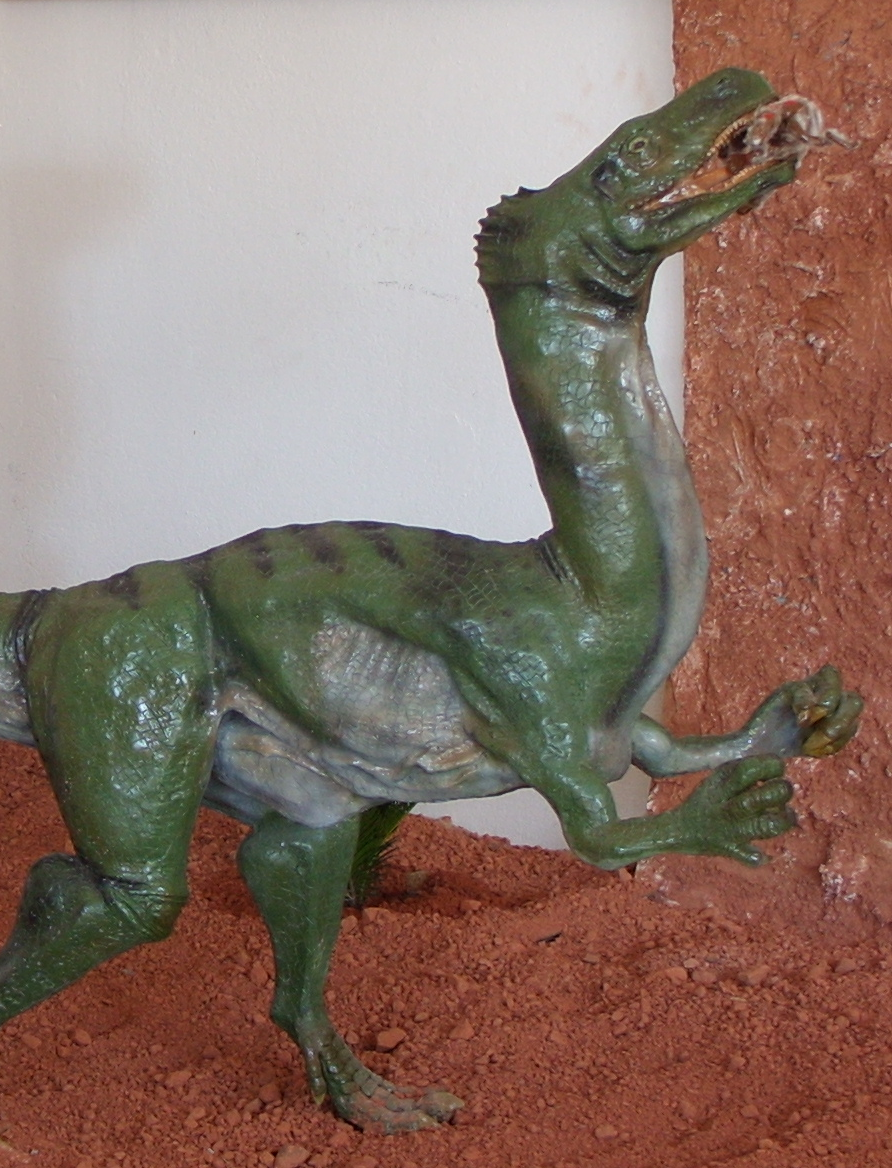
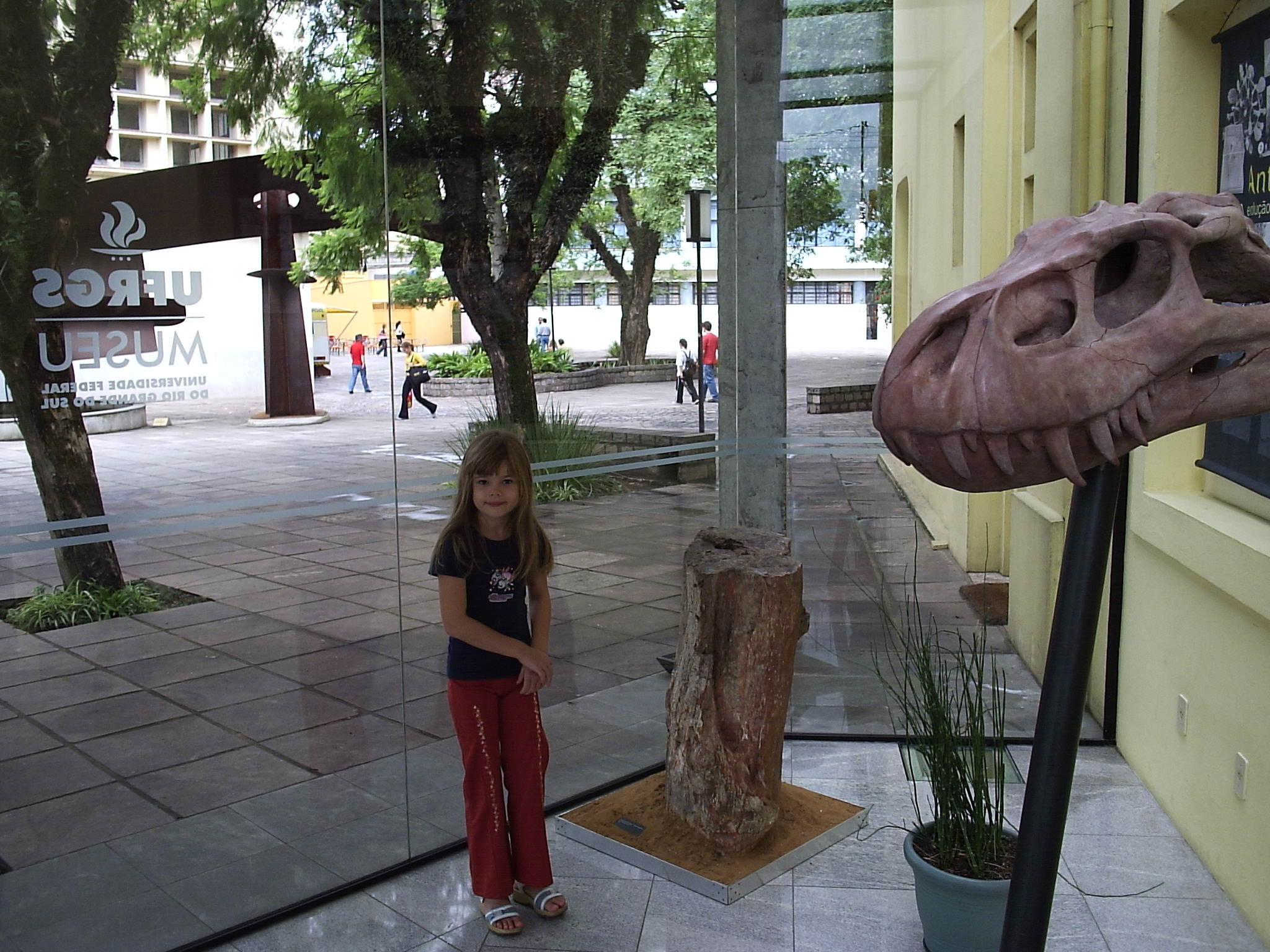
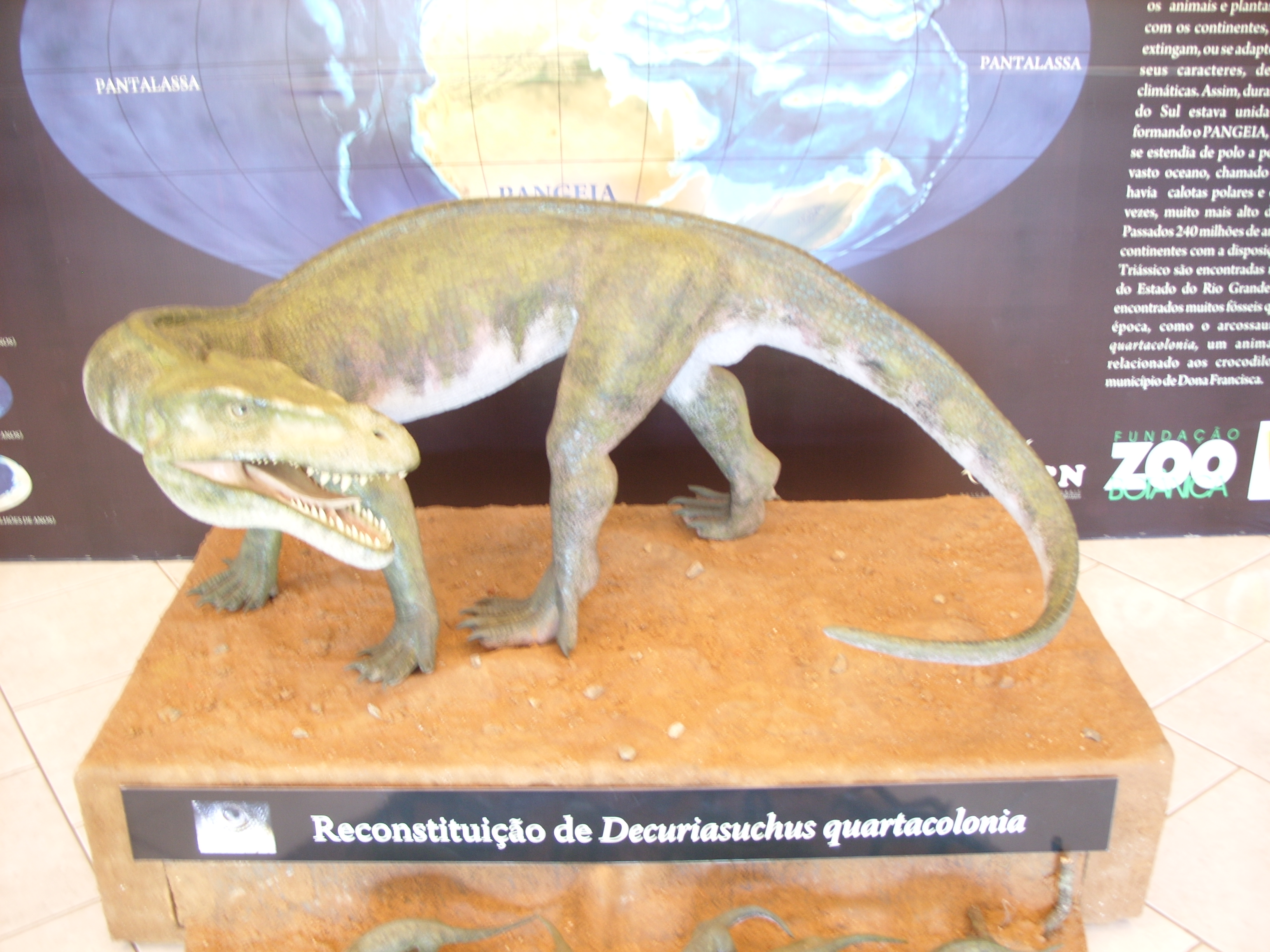
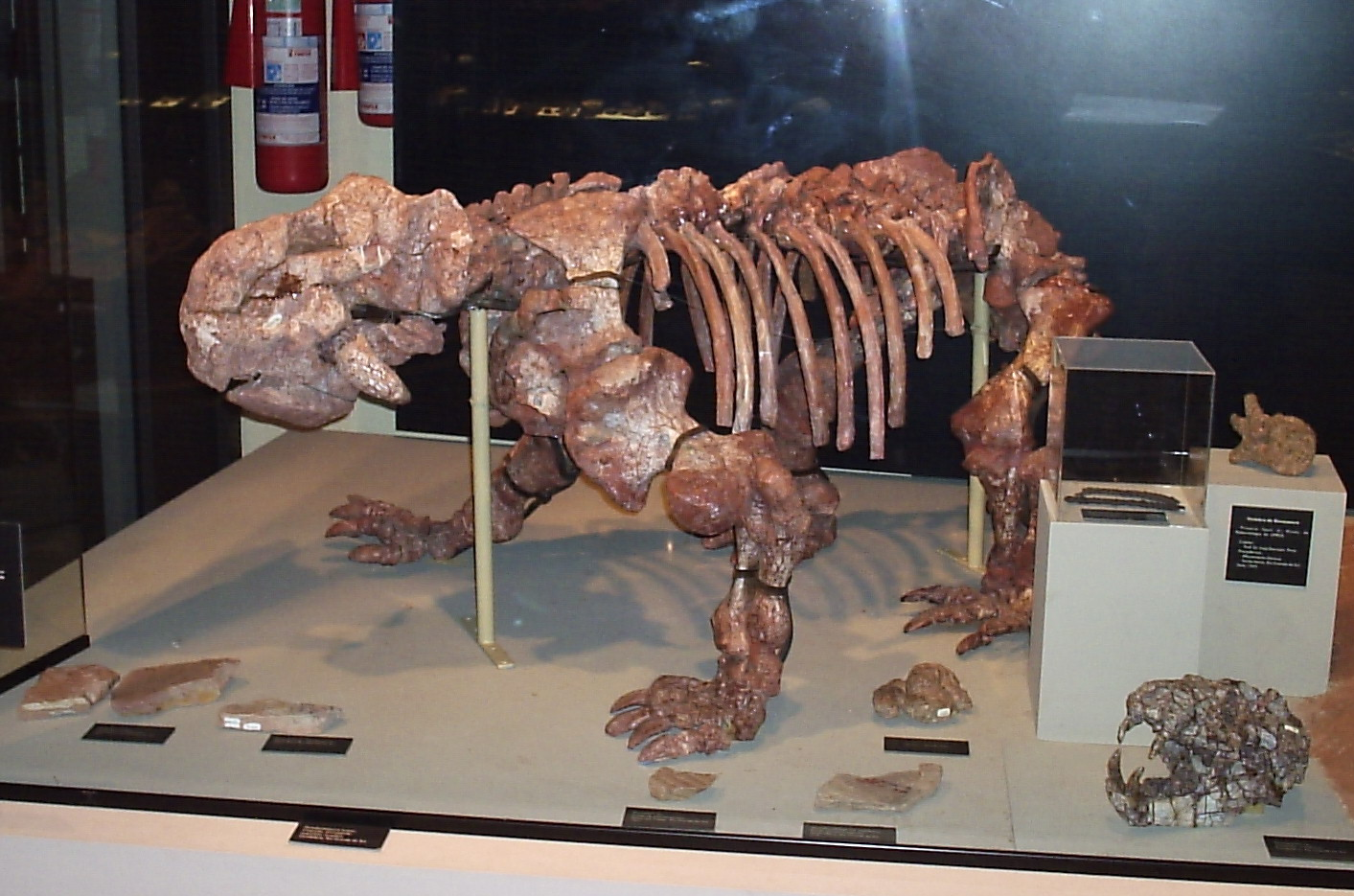

## أعلام
- كارلوس ماريا راميريز
- خوسيه لويس مينا باريتو
- دومينغوس جبريل ويسينويسكي
- خوسيه ماريا بيريرا
- لاورو فرانزن
- مارسيلو بارون بولانجوك